# Ácido flufenámico
El ácido flufenámico es un medicamento antiinflamatorio no esteroideo derivado del ácido fenámico o fenamato, indicado como analgésico, antiinflamatorio y antipirético por lo general en presentación oral de 400-600 mg diarios.

## Farmacología
El ácido flufenámico se absorbe con rapidez después de la ingesta oral y pasa por un metabolismo de hidroxilación y luego conjugación con el ácido glucruónico. Cerca de la mitad de la dosis administrada será excretada en la orina al cabo de 72 horas y cerca del 35% será eliminada por las heces. El producto excretado en la orina consiste fundamentalmente en el ácido flufenámico conjugado y ácido 4′-hidroxiflufenámico en estado libre así como conjugada. Pequeñas cantidades de los derivados 5'-hidroxi y dihidroxi son también excretados en la orina. Después de una administración oral de una dosis terapéutica, el pico de concentración en el plasma sanguíneo se logra al cabo de 2 horas. Se ha reportado que. También es capaz de bloquear los canales de cloro y que es un bloqueador no selectivo de otros canales catiónicos.

## Efectos adversos
En octubre de 2020, la Administración de Drogas y Alimentos de los EE. UU . (FDA) requirió que la etiqueta del medicamento se actualizara para todos los medicamentos antiinflamatorios no esteroides para describir el riesgo de problemas renales en los bebés por nacer que resultan en un nivel bajo de líquido amniótico. Recomiendan evitar los AINE en mujeres embarazadas a las 20 semanas o más tarde del embarazo.